# Illya Marchenko
Illya Marchenko (Dneprodzerzhinsk, 8 de Setembro de 1987) é um tenista profissional ucraniano, seu melhor ranking é o de número 50 da ATP, o tenista pertence a Equipe Ucraniana de Copa Davis.

## Carreira
Em 5 de janeiro de 2016, aos 28 anos e então 97º colocado do ranking, Marchenko garantiu sua primeira vitória contra top 10 mundial ao vencer de virada o espanhol David Ferrer, então número 7 do mundo, na primeira rodada do ATP 250 de Doha, com parciais de 6/7 (8-10), 6/3 e 6/2 em 2h17 de partida. Algoz de Ferrer, Marchenko voltou a surpreender e alcançou à semifinal ao bater o francês e cabeça 7 do torneio Jeremy Chardy por 6/3 e 7/6 (7-3) em 1h34 de jogo.

## ITF Finais

### Simples: 8 (2–6)
| Legenda                   |
| ------------------------- |
| ATP Challenger Tour (2–6) |

| Posição | N.  | Data             | Torneio              | Piso     | Oponente          | Placar                  |
| ------- | --- | ---------------- | -------------------- | -------- | ----------------- | ----------------------- |
| Vice    | 1.  | 17 Agosto 2008   | Bukhara, Usbequistão | Duro     | Denis Istomin     | 6–4, 1–6, 4–6           |
| Vice    | 2.  | 26 Julho 2009    | Penza, Rússia        | Duro     | Mikhail Kukushkin | 4–6, 2–6                |
| Campeão | 3.  | 16 Agosto 2009   | Istambul, Turquia    | Duro     | Florian Mayer     | 6–4, 6–4                |
| Vice    | 4.  | 8 Novembro 2009  | Astana, Cazaquistão  | Duro (i) | Andrey Golubev    | 3–6, 3–6                |
| Campeão | 4.  | 21 Julho 2012    | Penza, Russia        | Duro     | Evgeny Donskoy    | 7–5, 6–3                |
| Vice    | 6.  | 23 Setembro 2012 | İzmir, Turquia       | Duro     | Dmitry Tursunov   | 6–7(4–7), 7–6(7–5), 3–6 |
| Vice    | 7.  | 14 Outubro 2012  | Rennes, França       | Duro     | Kenny de Schepper | 6–7(4–7), 2–6           |
| Vice    | 8.  | 25 Novembro 2012 | Tyumen, Rússia       | Duro     | Evgeny Donskoy    | 7–6(8–6), 3–6, 2–6      |
| Vice    | 9.  | 9 Setembro 2013  | Istambul, Turquia    | Duro     | Mikhail Kukushkin | 3–6, 3–6                |
| Campeão | 10. | 10 Novembro 2014 | Brescia, Itália      | Duro (i) | Farrukh Dustov    | 6–4 5–7 6–2             |

### Duplas: 4 (2-2)
| Legenda                   |
| ------------------------- |
| ATP Challenger Tour (2-2) |

| Resultado | N. | Data              | Torneio             | Piso        | Parceiro            | Oponentes                           | Placar              |
| --------- | -- | ----------------- | ------------------- | ----------- | ------------------- | ----------------------------------- | ------------------- |
| Vice      | 1. | Maio 12, 2008     | Nova Délhi, Índia   | Duro        | Mohammad Al-Ghareeb | Colin Ebelthite Sam Groth           | 6–2, 6–7(5–7), 8–10 |
| Vice      | 2. | Julho 4, 2011     | Pozoblanco, Espanha | Duro        | Denys Molchanov     | Mikhail Elgin Alexander Kudryavtsev | W/O                 |
| Campeão   | 3. | Setembro 23, 2013 | Orléans, França     | Duro (i)    | Denys Molchanov     | Ričardas Berankis Franko Škugor     | 7–5, 6–3            |
| Campeão   | 4. | Novembro 10, 2014 | Brescia, Itália     | Carpete (i) | Denys Molchanov     | Roman Jebavý Błażej Koniusz         | 7–6(7–4), 6–3       |